# Zé Vítor (calciatore 1982)
José Vítor Jardim Vieira, meglio noto come Zé Vítor (Funchal, 11 febbraio 1982), è un ex calciatore portoghese, di ruolo centrocampista.

## Carriera
Ha giocato nella massima serie dei campionati portoghese, svizzero, cipriota e greco.